# ريتشارد والاس
ريتشارد والاس (بالإنجليزية: Richard Wallace)‏ (22 مارس 1934 بملبورن في أستراليا - ) هو لاعب كريكت أسترالي. لعب مع فريق تسمانيا للكريكت.

## وصلات خارجية
- ريتشارد والاس على موقع إي آس بي آن كريك إنفو (الإنجليزية)